# Carl August Kronlund
Carl August Kronlund, född 25 augusti 1865 i Skövde, död 15 augusti 1937 i Stockholm, var en svensk curlingspelare. Han blev olympisk silvermedaljör vid olympiska vinterspelen 1924 i Chamonix. 